# Township
Township — казуальная игра о сельском хозяйстве и градостроительстве, разработанная и запущенная на нескольких платформах компанией Playrix. Цель состоит в том, чтобы развивать стартовый город, строя фабрики, собирая урожай и создавая товары. Первоначально Township был доступен в виде приложения Adobe Flash в WhatsApp Social, а затем был выпущен в App Store, Google Play, AppGallery и Amazon Appstore.

## Критика
Township, как и другие игры компании Playrix, такие как Homescapes, подвергалась критике за рекламу, демонстрирующую вводящие в заблуждение изображения и сцены, не связанные с основным игровым процессом или искажающие его. Однако, по данным Австралийского совета по делам детей и СМИ, в самой игре не было обнаружено никакой рекламы и продакт-плейсмент.

## Геймплей
Геймплей основан на фермерских и производственных ядрах головоломок и казуальных настольных играх. Игрок начинает собирать урожай, такой как пшеница, кукуруза, морковь, картофель, сахарный тростник, какао, помидоры, каучук, шёлк, клубника, рис и перец. Активы используются для производства товаров на фабриках, чтобы заработать монеты и очки опыта. На начальных уровнях игрокам помогает персонаж по имени Эрни, который даёт им краткие инструкции. Например, он поясняет, что процесс кормления коров и производства молока может занять 20 минут или происходить сразу же за внутриигровую валюту. Чтобы производить яйца, шерсть и бекон, игроки могут выращивать кур, овец и свиней. Есть более 250 товаров для сбора или производства. Производственные головоломки управляются заказами, которые впервые появляются на вертолётной площадке. Игра синхронизирована с реальным временем, а награды за взятое задание зависят от времени изготовления продукции.
Повышая уровень, игроки получают доступ к новым внутриигровым действиям и контенту. Уровень 5 открывает бесплатную симуляцию поезда, которая позволяет обменивать товары на строительные материалы и горнодобывающие инструменты. Награда за выполнение заказов будет доступна после возвращения поезда через пять часов. Позже игроки могут модернизировать поезд, чтобы сократить время в пути. Достигнув 17-го уровня, игроки могут отремонтировать аэропорт и использовать самолёт, чтобы зарабатывать монеты и очки опыта, выполняя заказы в оговоренное время перед вылетом. Верхние уровни открывают локации с шахтой, зоопарком и портом. Шахта позволяет извлекать драгоценные металлы, спрятанные сундуки, монеты, сообщения от друзей и другие артефакты. Игрокам нужно использовать кирки, динамиты или взрывчатку, чтобы копать и разрушать каменные плитки. Добыча полезных ископаемых также производит ресурсы для повышения уровня зданий, что сокращает время производства и различных улучшений. Используя Корабли, игроки могут получать редкие предметы и сокровища. Максимальное количество кораблей — 4, и каждый корабль может нести до 3 ящиков. Периодически проходят кооперативные регаты. Участникам необходимо выполнить выбранные задания за отведенное время, чтобы набрать очки. После обновления 2015 года у игроков появилась возможность построить и запустить Зоопарк, для обновления которого требуются активы, произведенные в городе. Разблокировка новых животных позволяет добавлять к планировке зоопарка постройки (кафе, сувенирный магазин и фаст-фуд).
Механика строительства города в Township отличается от традиционных игр жанра. Планировка и планирование оказывают незначительное влияние на результат, что позволяет игрокам сосредоточиться в основном на аспекте ведения хозяйства. Им доступны постройки различных категорий - дома, общественные и фермерские здания, фабрики, украшения и специальные предметы. Общественные здания и дома оказывают наиболее значительное влияние на стратегию развития города. Они необходимы для увеличения численности населения, что необходимо для строительства фабрик и расширения территории. Амбары определяют вместимость всех предметов, которые может хранить игрок, и могут быть обновлены путем сбора достаточного количества строительных материалов, собранных с поездов, или с помощью специального билета на обновление амбара. Игроки могут украшать свои города более чем 200 доступными декорациями, такими как растения, яхты, замки.
Интегрированные мини-игры вовлекают аудиторию в решение новых повседневных и гиперполезных задач за пределами городской планировки. Например, Playrix включила в программу тайм-менеджмента кулинарный Симулятор Italian Week или головоломку Color Splash. Обычная продолжительность мероприятия составляет 7-10 дней на непрерывной основе. Каждая мини-игра имеет свой цикл продвижения, чтобы мотивировать игроков соревноваться в таблице лидеров.
Township поощряет взаимодействие между игроками путем вступления в кооперативы или кланы. Участники могут просить о помощи в выполнении заказов, жертвовать самолёты и поезда, участвовать в регатах. Позже разработчики добавили чат, чтобы усилить социальный аспект Township. Кроме того, игроки могут приглашать подписчиков из Facebook, чтобы расширить списки друзей в игре. В качестве награды для вовлеченных игроков используется "Ежедневный бонус", который начисляется после игры в течение пяти дней подряд.